# Wulfoald
Wulfoald († 680), ab ca. 673 Dux und fränkischer Hausmeier in Austrien, der aber schon vorher die Funktionen eines Hausmeiers wahrgenommen hatte. Vermutlich stammte er aus dem Süden Austrasiens.

## Leben
Wulfoald führte für den bis 670 unmündigen König Childerich II. die Regierungsgeschäfte. Auch nach dessen Mündigkeit hatte Wulfoald die Kontrolle über den jungen König. Wulfoald war wahrscheinlich das Oberhaupt einer Adelsgruppe, die den Pippiniden feindschaftlich gesinnt war. Im Folgenden hatten diese dann auch unter Repressalien zu leiden. Im Jahre 673 wurde Childerich II. nach dem Tod seines Bruders Chlothar III. auch König in Neustrien. Doch schon 675 fiel er einer Verschwörung neustrischer Adliger zum Opfer. Wulfoald musste zurück nach Austrien fliehen. Dort angekommen, proklamierte er mit den Großen des Reichs den Königssohn Dagobert II. (676–679) zum neuen König. Wulfoalds Gegner, darunter der mächtige Ebroin, wollten jedoch Chlodwig, einen angeblichen Sohn Chlothars III. auf dem Thron sehen. Eine Eskorte des englischen Bischofs Wilfrid von York brachte Dagobert 676 aus dem irischen Exil sicher nach Austrasien zurück. In der Folge der Wirren nach dem Königsmord brach ein Grenzkrieg zwischen den beiden Reichen aus, der bis 677 dauerte. Dagoberts Reich wurde von Neustrien anerkannt. Doch schon 679 fiel auch dieser Herrscher einem Mordkomplott zum Opfer. Der Mörder, ein Mann namens Johannes, floh nach der Tat zu Ebroin, was einen Auftrag Pippins auszuschließen scheint. Wulfoald überlebte seinen König damit nur für kurze Zeit und wurde im Jahr 680 getötet.